# Bulletin Grootoosten der Nederlanden
Het Bulletin Grootoosten der Nederlanden is een officieel publicatieorgaan van het Hoofdbestuur van de Orde van Vrijmetselaren onder het Grootoosten der Nederlanden. Het jaarboek wordt vanaf 1870 uitgegeven en dient als communicatiemiddel binnen de vereniging.

## Inhoud
Door de sterke focus op bestuurszaken en officiële verslagen biedt het een gestructureerde informatiebron voor leden. Het tijdschrift bevat voornamelijk:
- Verslagen van vergaderingen van het Grootoosten[1] en het Hoofdbestuur
- Mededelingen over de stand van zaken binnen de Orde
- Een staat van loges en maçonnieke instellingen
- Artikelen over vrijmetselaarsonderwerpen, vaak zonder opiniërend karakter
- Historische en literaire bijdragen onder de rubriek "geschied- en letterkundige bijdragen"

Het Bulletin is vooral bedoeld voor interne communicatie en verschilt daarin van andere maçonnieke tijdschriften, zoals het Algemeen Maçonniek Tijdschrift, dat een bredere, inhoudelijke en opiniërende functie had.